# Campeonato Mundial de Ciclismo em Pista em Sprint
O Campeonato do mundo de velocidade masculina é o campeonato do mundo de velocidade individual organizado anualmente pela UCI no marco dos campeonatos do mundo de ciclismo em pista.

## Histórico
Tem sido disputado sem interrupção desde 1895 excepto os dois períodos das guerras mundiais de 1914 a 1919 e de 1940 a 1945. Até em 1991, a prova de velocidade tem sido organizada em duas provas diferentes : uma competição de velocidade para as amadoras e uma para os profissionais. Desde 1992, os títulos profissionais e aficionados têm sido reunificados e estão classificados em abertos.
Do lado profissional, o seu primeiro vencedor em 1895 é o Belga Robert Protin. O campeão com maior número de títulos de todos os períodos é o Japonês Koichi Nakano com 10 títulos entre 1977 a 1986. Depois é o Belga Jef Scherens e o Italiano Antonio Maspes que têm conseguido seis.

Do lado amador, o Francês Daniel Morelon tem sido o sprinter com mais títulos com sete vitórias. Segue o britânico William Bailey e o alemão Lutz Hesslich com quatro vitórias.

## Nos anos olímpicos
Sobre os anos olímpicos 1972, 1976, 1980, 1984 e 1988, os campeonatos do mundo têm sido substituídos pelas provas olímpicas equivalentes. Nestes anos específicos, o título de campeão do mundo era atribuido ao vencedor olímpico que era distinguido igualmente pelo maillot « arco-íris » para um ano.

## Pódios dos campeonatos do mundo

### Velocidade aficionada (1893 a 1991)
| Evento | Ouro                                     | Prata                                    | Bronze                                   |
| ------ | ---------------------------------------- | ---------------------------------------- | ---------------------------------------- |
| 1893   | Arthur-Augustus Zimmerman (USA)          | John Johnson (USA)                       | John-Patrick Bliss (USA)                 |
| 1894   | August Lehr (GER)                        | Jaap Eden (NED)                          | William Broadbridge (GBR)                |
| 1895   | Jaap Eden (NED)                          | Christian Ingemann (DEN)                 | Jean Schaaf (GER)                        |
| 1896   | Harry Reynolds (IRL)                     | Edwin Schraeder (DEN)                    | Charles Guillaumet (FRA)                 |
| 1897   | Edwin Schraeder (DEN)                    | W. P. Fawcett (GBR)                      | Harry Reynolds (IRL)                     |
| 1898   | Paul Albert (GER)                        | Ludwig Opel (GER)                        | Thomas Summersgill (GBR)                 |
| 1899   | Thomas Summersgill (GBR)                 | Earl Peabody (USA)                       | John Caldow (GBR)                        |
| 1900   | Alphonse Didier-Nauts (BEL)              | John Henry Lake (USA)                    | Ferdinand Vasserot (FRA)                 |
| 1901   | Émile Maitrot (FRA)                      | Léon Veljtruba (BOH)                     | Heinrich Struth (GER)                    |
| 1902   | Charles Picard (FRA)                     | Léon Delaborde (FRA)                     | Orla Norte (DEN)                         |
| 1903   | Arthur L. Reed (GBR)                     | Jimmy Benyon (GBR)                       | C. Hellemann (DEN)                       |
| 1904   | Marcus Hurley (USA)                      | Arthur L. Reed (GBR)                     | Jimmy Benyon (GBR)                       |
| 1905   | Jimmy Benyon (GBR)                       | H. D. Buck (GBR)                         | Eugène Debognies (FRA)                   |
| 1906   | Francesco Verri (ITA)                    | Émile Delage (FRA)                       | Dario Rondelli (FRA)                     |
| 1907   | Jean Devoissoux (FRA)                    | Alexandre Auffray (FRA)                  | Camille Avrillon (FRA)                   |
| 1908   | Victor Johnson (GBR)                     | Benjamin Jones (GBR)                     | Émile Demangel (FRA)                     |
| 1909   | William Bailey (GBR)                     | Karl Neumer (GER)                        | Maurice Schilles (FRA)                   |
| 1910   | William Bailey (GBR)                     | Karl Neumer (GER)                        | Paul Texier (FRA)                        |
| 1911   | William Bailey (GBR)                     | Angelo Feroci (ITA)                      | Guido Gasparinetti (ITA)                 |
| 1912   | Donald McDougall (USA)                   | Harry Kaiser (USA)                       | James Diver (USA)                        |
| 1913   | William Bailey (GBR)                     | Harry Ryan (GBR)                         | Christel Rode (GER)                      |
| 1920   | Maurice Peeters (NED)                    | Thomas Johnson (GBR)                     | Gerald Halpin (AUS)                      |
| 1921   | Henry Brask Andersen (DEN)               | Erik Kjeldsen (DEN)                      | Johan Normann (DEN)                      |
| 1922   | Thomas Johnson (GBR)                     | Maurice Peeters (NED)                    | William Ormston (GBR)                    |
| 1923   | Lucien Michard (FRA)                     | Antoine Mazairac (NED)                   | Gerard Bosch van Drakestein (NED)        |
| 1924   | Lucien Michard (FRA)                     | Lucien Faucheux (FRA)                    | Henry F. Fuller (GBR)                    |
| 1925   | Jaap Meijer (NED)                        | Antoine Mazairac (NED)                   | Bernardus Leene (NED)                    |
| 1926   | Avanti Martinetti (ITA)                  | Léon Galvaing (FRA)                      | Antoine Mazairac (NED)                   |
| 1927   | Mathias Engel (GER)                      | Willy Falck Hansen (DEN)                 | Peter Steffes (GER)                      |
| 1928   | Willy Falck Hansen (DEN)                 | Roger Beaufrand (FRA)                    | Jack Standen (AUS)                       |
| 1929   | Antoine Mazairac (NED)                   | Sydney Cozens (GBR)                      | Willy Gervin (DEN)                       |
| 1930   | Louis Gérardin (FRA)                     | Sydney Cozens (GBR)                      | Bruno Pellizzari (ITA)                   |
| 1931   | Helger Harder (DEN)                      | Willy Gervin (DEN)                       | Anker Meyer-Andersen (DEN)               |
| 1932   | Albert Richter (GER)                     | Nino Mozzo (ITA)                         | Willi Frach (GER)                        |
| 1933   | Jacobus van Egmond (NED)                 | Roland Ulrich (FRA)                      | Anker Meyer-Andersen (DEN)               |
| 1934   | Benedetto Pola (ITA)                     | Arie van Vliet (NED)                     | Christian Lente (FRA)                    |
| 1935   | Toni Merkens (GER)                       | Arie van Vliet (NED)                     | Jef van de Vijver (NED)                  |
| 1936   | Arie van Vliet (NED)                     | Pierre Georget (FRA)                     | Henri Collard (BEL)                      |
| 1937   | Jef van de Vijver (NED)                  | Pierre Georget (FRA)                     | Hendrik Ooms (NED)                       |
| 1938   | Jef van de Vijver (NED)                  | Bruno Loatti (ITA)                       | Jan Derksen (NED)                        |
| 1939   | Jan Derksen (NED)                        | Italo Astolfi (ITA)                      | Gerhard Purann (GER)                     |
| 1946   | Oscar Plattner (SUI)                     | Axel Schandorff (DEN)                    | Cornelis Byster (NED)                    |
| 1947   | Reginald Harris (GBR)                    | Cornelis Byster (NED)                    | Henri Sensever (FRA)                     |
| 1948   | Mario Ghella (ITA)                       | Axel Schandorff (DEN)                    | Reginald Harris (GBR)                    |
| 1949   | Sydney Patterson (AUS)                   | Jacques Bellenger (FRA)                  | John Held (USA)                          |
| 1950   | Maurice Verdeun (FRA)                    | Pierre Even (FRA)                        | Johannes Hijzelendoorn (NED)             |
| 1951   | Enzo Sacchi (ITA)                        | Russell Mockridge (AUS)                  | Marino Morettini (ITA)                   |
| 1952   | Enzo Sacchi (ITA)                        | Marino Morettini (ITA)                   | Cyril Peacock (GBR)                      |
| 1953   | Marino Morettini (ITA)                   | Cessar Pinarello (ITA)                   | Werner Potzernheim (GER)                 |
| 1954   | Cyril Peacock (GBR)                      | John Tressider (AUS)                     | Roger Gaignard (FRA)                     |
| 1955   | Giuseppe Ogna (ITA)                      | Jorge Bátiz (ARG)                        | John Tressider (AUS)                     |
| 1956   | Michel Rousseau (FRA)                    | Jorge Bátiz (ARG)                        | Guglielmo Pesenti (ITA)                  |
| 1957   | Michel Rousseau (FRA)                    | Guglielmo Pesenti (ITA)                  | Valentino Gasparella (ITA)               |
| 1958   | Valentino Gasparella (ITA)               | Sante Gaiardoni (ITA)                    | Richard Ploog (AUS)                      |
| 1959   | Valentino Gasparella (ITA)               | Sante Gaiardoni (ITA)                    | André Gruchet (FRA)                      |
| 1960   | Sante Gaiardoni (ITA)                    | Leo Sterckx (BEL)                        | David Handley (GBR)                      |
| 1961   | Sergio Bianchetto (ITA)                  | Giuseppe Beghetto (ITA)                  | Rum Baensch (AUS)                        |
| 1962   | Sergio Bianchetto (ITA)                  | Giuseppe Beghetto (ITA)                  | Pierre Trentin (FRA)                     |
| 1963   | Patrick Sercu (BEL)                      | Sergio Bianchetto (ITA)                  | Pierre Trentin (FRA)                     |
| 1964   | Pierre Trentin (FRA)                     | Daniel Morelon (FRA)                     | Sergio Bianchetto (ITA)                  |
| 1965   | Omar Phakadze (URS)                      | Giordano Turrini (ITA)                   | Daniel Morelon (FRA)                     |
| 1966   | Daniel Morelon (FRA)                     | Pierre Trentin (FRA)                     | Omar Phakadze (URS)                      |
| 1967   | Daniel Morelon (FRA)                     | Pierre Trentin (FRA)                     | Luigi Borghetti (ITA)                    |
| 1968   | Luigi Borghetti (ITA)                    | Niels Fredborg (DEN)                     | Robert Van Lancker (BEL)                 |
| 1969   | Daniel Morelon (FRA)                     | Omar Phakadze (URS)                      | Peder Pedersen (DEN)                     |
| 1970   | Daniel Morelon (FRA)                     | Peder Pedersen (DEN)                     | Gérard Quintyn (FRA)                     |
| 1971   | Daniel Morelon (FRA)                     | Sergeï Kravtsov (URS)                    | Ivan Kucirek (TCH)                       |
| 1972   | Não disputado devido aos Jogos Olímpicos | Não disputado devido aos Jogos Olímpicos | Não disputado devido aos Jogos Olímpicos |
| 1973   | Daniel Morelon (FRA)                     | Anatoly Iablunowski (URS)                | Giorgi Rossi (ITA)                       |
| 1974   | Anton Tkáč (TCH)                         | Sergeï Kravtsov (URS)                    | Giorgi Rossi (ITA)                       |
| 1975   | Daniel Morelon (FRA)                     | Giorgi Rossi (ITA)                       | Emanuel Raasch (GDR)                     |
| 1976   | Não disputado devido aos Jogos Olímpicos | Não disputado devido aos Jogos Olímpicos | Não disputado devido aos Jogos Olímpicos |
| 1977   | Hans-Jürgen Geschke (GDR)                | Emanuel Raasch (GDR)                     | Lutz Hesslich (GDR)                      |
| 1978   | Anton Tkáč (TCH)                         | Emanuel Raasch (GDR)                     | Christian Dresscher (GDR)                |
| 1979   | Lutz Hesslich (GDR)                      | Emanuel Raasch (GDR)                     | Christian Dresscher (GDR)                |
| 1980   | Não disputado devido aos Jogos Olímpicos | Não disputado devido aos Jogos Olímpicos | Não disputado devido aos Jogos Olímpicos |
| 1981   | Sergeï Kopylov (URS)                     | Lutz Hesslich (GDR)                      | Detlef Uibel (GDR)                       |
| 1982   | Sergeï Kopylov (URS)                     | Lutz Hesslich (GDR)                      | Emzar Gulachvili (URS)                   |
| 1983   | Lutz Hesslich (GDR)                      | Sergeï Kopylov (URS)                     | Michael Hübner (GDR)                     |
| 1984   | Não disputado devido aos Jogos Olímpicos | Não disputado devido aos Jogos Olímpicos | Não disputado devido aos Jogos Olímpicos |
| 1985   | Lutz Hesslich (GDR)                      | Michael Hübner (GDR)                     | Ralf-Gudo Kuschy (GDR)                   |
| 1986   | Michael Hübner (GDR)                     | Lutz Hesslich (GDR)                      | Ralf-Gudo Kuschy (GDR)                   |
| 1987   | Lutz Hesslich (GDR)                      | Bill Huck (GDR)                          | Michael Hübner (GDR)                     |
| 1988   | Não disputado devido aos Jogos Olímpicos | Não disputado devido aos Jogos Olímpicos | Não disputado devido aos Jogos Olímpicos |
| 1989   | Bill Huck (GDR)                          | Michael Hübner (GDR)                     | Nikolaï Kovch (URS)                      |
| 1990   | Bill Huck (GER)                          | Curtis Harnett (CAN)                     | Jens Fiedler (GER)                       |
| 1991   | Jens Fiedler (GER)                       | Bill Huck (GER)                          | Gary Neiwand (AUS)                       |

### Velocidade profissional (open desde 1992)
| Evento | Ouro                         | Prata                        | Bronze                          |
| ------ | ---------------------------- | ---------------------------- | ------------------------------- |
| 1895   | Robert Protin (BEL)          | George A. Banker (USA)       | Émile Huet (BEL)                |
| 1896   | Paul Bourrillon (FRA)        | Charles F. Barden (GBR)      | Edmond Jacquelin (FRA)          |
| 1897   | Willy Arend (GER)            | Charles F. Barden (GBR)      | Paul Nossam (FRA)               |
| 1898   | George A. Banker (USA)       | Franz Verheyen (GER)         | Edmond Jacquelin (FRA)          |
| 1899   | Major Taylor (USA)           | Tom Butler (USA)             | Gaston Courbe d'Outrelon (FRA)  |
| 1900   | Edmond Jacquelin (FRA)       | Harie Meyers (NED)           | Willy Arend (GER)               |
| 1901   | Thorvald Ellegaard (DEN)     | Edmond Jacquelin (FRA)       | Gustav Schilling (NED)          |
| 1902   | Thorvald Ellegaard (DEN)     | Harie Meyers (NED)           | Pietro Bixio (ITA)              |
| 1903   | Thorvald Ellegaard (DEN)     | Willy Arend (GER)            | Harie Meyers (NED)              |
| 1904   | Iver Lawson (USA)            | Thorvald Ellegaard (DEN)     | Henri Mayer (GER)               |
| 1905   | Gabriel Poulain (FRA)        | Thorvald Ellegaard (DEN)     | Henri Mayer (GER)               |
| 1906   | Thorvald Ellegaard (DEN)     | Gabriel Poulain (FRA)        | Émile Friol (FRA)               |
| 1907   | Émile Friol (FRA)            | Henri Mayer (GER)            | Walter Rütt (GER)               |
| 1908   | Thorvald Ellegaard (DEN)     | Gabriel Poulain (FRA)        | Charles-Louis Vanden Born (BEL) |
| 1909   | Victor Dupré (FRA)           | Gabriel Poulain (FRA)        | Walter Rütt (GER)               |
| 1910   | Émile Friol (FRA)            | Thorvald Ellegaard (DEN)     | Walter Rütt (GER)               |
| 1911   | Thorvald Ellegaard (DEN)     | Léon Hourlier (FRA)          | Julien Pouchois (FRA)           |
| 1912   | Frank Kramer (USA)           | Alfred Grenda (AUS)          | André Perchicot (FRA)           |
| 1913   | Walter Rütt (GER)            | Thorvald Ellegaard (DEN)     | André Perchicot (FRA)           |
| 1920   | Robert Spears (AUS)          | Ernest Kauffmann (SUI)       | William Bailey (GBR)            |
| 1921   | Piet Moeskops (NED)          | Robert Spears (AUS)          | Pierre Sergent (FRA)            |
| 1922   | Piet Moeskops (NED)          | Robert Spears (AUS)          | Aloïs De Graeve (BEL)           |
| 1923   | Piet Moeskops (NED)          | Gabriel Poulain (FRA)        | Ernest Kauffmann (SUI)          |
| 1924   | Piet Moeskops (NED)          | Ernest Kauffmann (SUI)       | Maurice Schilles (FRA)          |
| 1925   | Ernest Kauffmann (SUI)       | Maurice Schilles (FRA)       | Lucien Michard (FRA)            |
| 1926   | Piet Moeskops (NED)          | Cesare Moretti (ITA)         | Lucien Michard (FRA)            |
| 1927   | Lucien Michard (FRA)         | Ernest Kauffmann (SUI)       | Lucien Faucheux (FRA)           |
| 1928   | Lucien Michard (FRA)         | Lucien Faucheux (FRA)        | Ernest Kauffmann (SUI)          |
| 1929   | Lucien Michard (FRA)         | Piet Moeskops (NED)          | Ernest Kauffmann (SUI)          |
| 1930   | Lucien Michard (FRA)         | Piet Moeskops (NED)          | Orlando Piani (ITA)             |
| 1931   | Willy Falck Hansen (DEN)     | Lucien Michard (FRA)         | Jef Scherens (BEL)              |
| 1932   | Jef Scherens (BEL)           | Lucien Michard (FRA)         | Mathias Engel (GER)             |
| 1933   | Jef Scherens (BEL)           | Lucien Michard (FRA)         | Albert Richter (GER)            |
| 1934   | Jef Scherens (BEL)           | Albert Richter (GER)         | Louis Gérardin (FRA)            |
| 1935   | Jef Scherens (BEL)           | Albert Richter (GER)         | Louis Gérardin (FRA)            |
| 1936   | Jef Scherens (BEL)           | Louis Gérardin (FRA)         | Albert Richter (GER)            |
| 1937   | Jef Scherens (BEL)           | Arie van Vliet (NED)         | Albert Richter (GER)            |
| 1938   | Arie van Vliet (NED)         | Jef Scherens (BEL)           | Albert Richter (GER)            |
| 1939   | Final não disputada          | Final não disputada          | Albert Richter (GER)            |
| 1946   | Jan Derksen (NED)            | Georges Senfftleben (FRA)    | Arie van Vliet (NED)            |
| 1947   | Jef Scherens (BEL)           | Louis Gérardin (FRA)         | Georges Senfftleben (FRA)       |
| 1948   | Arie van Vliet (NED)         | Louis Gérardin (FRA)         | Georges Senfftleben (FRA)       |
| 1949   | Reginald Harris (GBR)        | Jan Derksen (NED)            | Arie van Vliet (NED)            |
| 1950   | Reginald Harris (GBR)        | Arie van Vliet (NED)         | Jan Derksen (NED)               |
| 1951   | Reginald Harris (GBR)        | Jacques Bellenger (FRA)      | Sydney Patterson (AUS)          |
| 1952   | Oscar Plattner (SUI)         | Georges Senfftleben (FRA)    | Jan Derksen (NED)               |
| 1953   | Arie van Vliet (NED)         | Enzo Sacchi (ITA)            | Reginald Harris (GBR)           |
| 1954   | Reginald Harris (GBR)        | Arie van Vliet (NED)         | Enzo Sacchi (ITA)               |
| 1955   | Antonio Maspes (ITA)         | Oscar Plattner (SUI)         | Arie van Vliet (NED)            |
| 1956   | Antonio Maspes (ITA)         | Reginald Harris (GBR)        | Oscar Plattner (SUI)            |
| 1957   | Jan Derksen (NED)            | Arie van Vliet (NED)         | Roger Gaignard (FRA)            |
| 1958   | Michel Rousseau (FRA)        | Enzo Sacchi (ITA)            | Antonio Maspes (ITA)            |
| 1959   | Antonio Maspes (ITA)         | Michel Rousseau (FRA)        | Jan Derksen (NED)               |
| 1960   | Antonio Maspes (ITA)         | Oscar Plattner (SUI)         | Jos De Bakker (BEL)             |
| 1961   | Antonio Maspes (ITA)         | Michel Rousseau (FRA)        | Jos De Bakker (BEL)             |
| 1962   | Antonio Maspes (ITA)         | Sante Gaiardoni (ITA)        | Oscar Plattner (SUI)            |
| 1963   | Sante Gaiardoni (ITA)        | Antonio Maspes (ITA)         | Jos De Bakker (BEL)             |
| 1964   | Antonio Maspes (ITA)         | Rum Baensch (AUS)            | Jos De Bakker (BEL)             |
| 1965   | Giuseppe Beghetto (ITA)      | Patrick Sercu (BEL)          | Rum Baensch (AUS)               |
| 1966   | Giuseppe Beghetto (ITA)      | Rum Baensch (AUS)            | Sante Gaiardoni (ITA)           |
| 1967   | Patrick Sercu (BEL)          | Giuseppe Beghetto (ITA)      | Angelo Damiano (ITA)            |
| 1968   | Giuseppe Beghetto (ITA)      | Patrick Sercu (BEL)          | Giovanni Pettenella (ITA)       |
| 1969   | Patrick Sercu (BEL)          | Robert Van Lancker (BEL)     | Sante Gaiardoni (ITA)           |
| 1970   | Gordon Johnson (AUS)         | Sante Gaiardoni (ITA)        | Leijn Loevesijn (NED)           |
| 1971   | Leijn Loevesijn (NED)        | Robert Van Lancker (BEL)     | Giordano Turrini (ITA)          |
| 1972   | Robert Van Lancker (BEL)     | Gordon Johnson (AUS)         | Giordano Turrini (ITA)          |
| 1973   | Robert Van Lancker (BEL)     | Giordano Turrini (ITA)       | Ezio Cardi (ITA)                |
| 1974   | Peder Pedersen (DEN)         | John-Michael Nicholson (AUS) | Robert Van Lancker (BEL)        |
| 1975   | John-Michael Nicholson (AUS) | Peder Pedersen (DEN)         | Ryoji Abe (JPN)                 |
| 1976   | John-Michael Nicholson (AUS) | Giordano Turrini (ITA)       | Yoshikazu Sugata (JPN)          |
| 1977   | Koichi Nakano (JPN)          | Yoshikazu Sugata (JPN)       | John-Michael Nicholson (AUS)    |
| 1978   | Koichi Nakano (JPN)          | Dieter Berkmann (GER)        | Yoshinobu Sugano (JPN)          |
| 1979   | Koichi Nakano (JPN)          | Dieter Berkmann (GER)        | Michel Vaarten (BEL)            |
| 1980   | Koichi Nakano (JPN)          | Masahito Ozaki (JPN)         | Daniel Morelon (FRA)            |
| 1981   | Koichi Nakano (JPN)          | Gordon Singleton (CAN)       | Kenji Takahashi (JPN)           |
| 1982   | Koichi Nakano (JPN)          | Gordon Singleton (CAN)       | Yavé Cahard (FRA)               |
| 1983   | Koichi Nakano (JPN)          | Yavé Cahard (FRA)            | Ottavio Dazzan (ITA)            |
| 1984   | Koichi Nakano (JPN)          | Ottavio Dazzan (ITA)         | Yavé Cahard (FRA)               |
| 1985   | Koichi Nakano (JPN)          | Yoshiyuki Matsueda (JPN)     | Ottavio Dazzan (ITA)            |
| 1986   | Koichi Nakano (JPN)          | Hideyuki Matsui (JPN)        | Nobuyuki Tawara (JPN)           |
| 1987   | Nobuyuki Tawara (JPN)        | Hideyuki Matsui (JPN)        | Claudio Golinelli (ITA)         |
| 1988   | Stephen Pate (AUS)           | disqualificado               | Nobuyuki Tawara (JPN)           |
| 1989   | Claudio Golinelli (ITA)      | Yuichiro Kamiyama (JPN)      | Hideyuki Matsui (JPN)           |
| 1990   | Michael Hübner (GER)         | Claudio Golinelli (ITA)      | Stephen Pate (AUS)              |
| 1991   | Disqualificado               | Fabrice Colas (FRA)          | disqualificado                  |
| 1992   | Michael Hübner (GER)         | Frédéric Magné (FRA)         | Eric Schoefs (BEL)              |
| 1993   | Gary Neiwand (AUS)           | Michael Hübner (GER)         | Eyk Pokorny (GER)               |
| 1994   | Martin Nothstein (USA)       | Darryn Hill (AUS)            | Michael Hübner (GER)            |
| 1995   | Darryn Hill (AUS)            | Curtis Harnett (CAN)         | Frédéric Magné (FRA)            |
| 1996   | Florian Rousseau (FRA)       | Martin Nothstein (USA)       | Darryn Hill (AUS)               |
| 1997   | Florian Rousseau (FRA)       | Jens Fiedler (GER)           | Darryn Hill (AUS)               |
| 1998   | Florian Rousseau (FRA)       | Jens Fiedler (GER)           | Laurent Gané (FRA)              |
| 1999   | Laurent Gané (FRA)           | Jens Fiedler (GER)           | Florian Rousseau (FRA)          |
| 2000   | Jan van Eijden (GER)         | Laurent Gané (FRA)           | {3.º posto não disputada        |
| 2001   | Arnaud Tournant (FRA)        | Laurent Gané (FRA)           | Florian Rousseau (FRA)          |
| 2002   | Sean Eadie (AUS)             | Jobie Dajka (AUS)            | Florian Rousseau (FRA)          |
| 2003   | Laurent Gané (FRA)           | Jobie Dajka (AUS)            | René Wolff (GER)                |
| 2004   | Theo Bos (NED)               | Laurent Gané (FRA)           | Ryan Bayley (AUS)               |
| 2005   | René Wolff (GER)             | Mickaël Bourgain (FRA)       | Jobie Dajka (AUS)               |
| 2006   | Theo Bos (NED)               | Craig MacLean (GBR)          | Stefan Nimke (GER)              |
| 2007   | Theo Bos (NED)               | Grégory Baugé (FRA)          | Mickaël Bourgain (FRA)          |
| 2008   | Chris Hoy (GBR)              | Kévin Sireau (FRA)           | Mickaël Bourgain (FRA)          |
| 2009   | Grégory Baugé (FRA)          | Azizulhasni Awang (MAS)      | Kévin Sireau (FRA)              |
| 2010   | Grégory Baugé (FRA)          | Shane Perkins (AUS)          | Kévin Sireau (FRA)              |
| 2011   | Jason Kenny (GBR)            | Chris Hoy (GBR)              | Mickaël Bourgain (FRA)          |
| 2012   | Grégory Baugé (FRA)          | Jason Kenny (GBR)            | Chris Hoy (GBR)                 |
| 2013   | Stefan Bötticher (GER)       | Denis Dmitriev (RUS)         | François Pervis (FRA)           |
| 2014   | François Pervis (FRA)        | Stefan Bötticher (GER)       | Denis Dmitriev (RUS)            |
| 2015   | Grégory Baugé (FRA)          | Denis Dmitriev (RUS)         | Quentin Lafargue (FRA)          |
| 2016   | Jason Kenny (GBR)            | Matthew Glaetzer (AUS)       | Denis Dmitriev (RUS)            |
| 2017   | Denis Dmitriev (RUS)         | Harrie Lavreysen (NED)       | Ethan Mitchell (NZL)            |
| 2018   | Matthew Glaetzer (AUS)       | Jack Carlin (GBR)            | Sébastien Vigier (FRA)          |
| 2019   | Harrie Lavreysen (NED)       | Jeffrey Hoogland (NED)       | Mateusz Rudyk (POL)             |
| 2020   | Harrie Lavreysen (NED)       | Jeffrey Hoogland (NED)       | Azizulhasni Awang (MAS)         |
| 2021   | Harrie Lavreysen (NED)       | Jeffrey Hoogland (NED)       | Sébastien Vigier (FRA)          |

## Balanço
| Pos. | Corredor           | País              | Medalha de ouro, Copa do Mundo | Medalha de prata, Copa do Mundo | Medalha de bronze, Copa do Mundo | Total | Competição |
| ---- | ------------------ | ----------------- | ------------------------------ | ------------------------------- | -------------------------------- | ----- | ---------- |
| 1    | Koichi Nakano      | Japão             | 10                             | 0                               | 0                                | 10    | P          |
| 2    | Daniel Morelon     | França            | 7                              | 1                               | 2                                | 10    | AP         |
| 3    | Antonio Maspes     | Itália            | 7                              | 1                               | 1                                | 9     | P          |
| 3    | Jef Scherens       | Bélgica           | 7                              | 1                               | 1                                | 9     | P          |
| 5    | Thorvald Ellegaard | Dinamarca         | 6                              | 4                               | 0                                | 9     | P          |
| 6    | Lucien Michard     | França            | 6                              | 3                               | 2                                | 11    | AP         |
| 7    | Piet Moeskops      | Países Baixos     | 5                              | 2                               | 0                                | 7     | P          |
| 8    | Reginald Harris    | Reino Unido       | 5                              | 1                               | 2                                | 8     | AP         |
| 9    | Arie van Vliet     | Países Baixos     | 4                              | 6                               | 3                                | 13    | AP         |
| 10   | Lutz Hesslich      | Alemanha Oriental | 4                              | 3                               | 1                                | 8     | A          |

Nota :
 A = corresponde às medalhas obtidas na competição aficionada
 P = corresponde às medalhas obtidas na competição profissional/aberto

| Pos.  | País              | Medalha de ouro, Copa do Mundo | Medalha de prata, Copa do Mundo | Medalha de bronze, Copa do Mundo | Total |
| ----- | ----------------- | ------------------------------ | ------------------------------- | -------------------------------- | ----- |
| 1     | França            | 39                             | 42                              | 51                               | 132   |
| 2     | Itália            | 26                             | 25                              | 23                               | 74    |
| 3     | Países Baixos     | 26                             | 20                              | 17                               | 63    |
| 4     | Reino Unido       | 18                             | 16                              | 12                               | 46    |
| 5     | Bélgica           | 14                             | 6                               | 13                               | 42    |
| 6     | Alemanha          | 13                             | 16                              | 24                               | 53    |
| 7     | Dinamarca         | 12                             | 14                              | 7                                | 33    |
| 8     | Japão             | 11                             | 6                               | 7                                | 24    |
| 9     | Austrália         | 10                             | 14                              | 14                               | 28    |
| 10    | Alemanha Oriental | 8                              | 9                               | 9                                | 26    |
| 11    | Estados Unidos    | 8                              | 7                               | 3                                | 18    |
| 12    | Suíça             | 3                              | 5                               | 5                                | 13    |
| 13    | União Soviética   | 3                              | 5                               | 3                                | 11    |
| 14    | Tchecoslováquia   | 2                              | 0                               | 1                                | 3     |
| 15    | Rússia            | 1                              | 2                               | 2                                | 5     |
| 16    | Irlanda           | 1                              | 0                               | 1                                | 2     |
| 17    | Canadá            | 0                              | 4                               | 0                                | 4     |
| 18    | Argentina         | 0                              | 2                               | 0                                | 2     |
| 19    | Malásia           | 0                              | 1                               | 1                                | 2     |
| 20    | Boémia            | 0                              | 1                               | 0                                | 1     |
| 21    | Nova Zelândia     | 0                              | 0                               | 1                                | 1     |
| 21    | Polónia           | 0                              | 0                               | 1                                | 1     |
| Total | Total             | 194                            | 194                             | 194                              | 582   |

### Artigos relacionados
- Campeonato do mundo de velocidade feminina
- Velocidade